# Landshark
Landshark è un EP del gruppo punk rock Fang, pubblicato nel 1983.

## Tracce
lato A
1. The Money Will Roll Right In - 2:24
2. Landshark - 1:13
3. Law & Order - 2:46
4. Diary of a Mad Werrwöulf - 2:43

lato B
1. Destroy the Handicapped - 1:34
2. Drunk & Crazy - 1:10
3. An Invitation - 2:40
4. Skinheads Smoke Dope - 1:50

## Formazione
- Chris Wilson - basso
- Joel Fox - batteria
- Tom Flynn - chitarra
- Sam McBride - voce
- Mark Berlin, RoseAnn Berlin - artwork (disegno della copertina)